# Ollie Murray James
Ollie Murray James, född 27 juli 1871 i Crittenden County, Kentucky, död 28 augusti 1918 i Baltimore, Maryland, var en amerikansk demokratisk politiker. Han representerade delstaten Kentucky i båda kamrarna av USA:s kongress, först i representanthuset 1903–1913 och sedan i senaten från 4 mars 1913 fram till sin död.
James studerade juridik och inledde 1891 sin karriär som advokat. Han blev invald i representanthuset i kongressvalet 1902. Han omvaldes fyra gånger. Han efterträdde sedan 1913 Thomas H. Paynter som senator för Kentucky. Senator James avled 1918 i ämbetet och efterträddes av George B. Martin.
James gravsattes på Mapleview Cemetery i Marion, Kentucky.